# 孤独の肖像
「孤独の肖像」（こどくのしょうぞう）は、1985年9月18日に発売された中島みゆきの16作目のシングル。

## 解説
アルバム『miss M.』には、シングルとは異なるバージョンで「孤独の肖像」が収録されている。シングルバージョンとしては、ベストアルバム『中島みゆき THE BEST』に収録された。シングル・ヴァージョンはリズム・セクションが全編打ち込みに対し、アルバム・ヴァージョンは1番後の間奏、2番のリフレイン～エンディングまでの部分が手打ちである。
なお、「孤独の肖像」にはオリジナルバージョンが存在し、アルバム『時代-Time goes around-』に「孤独の肖像1st.」として収録された。
また、B面の「100人目の恋人」は、ベストアルバム『Singles』に、他のアルバム未収録のシングル曲とともに収録されている。
2022年11月28日にこのシングルは、ヤマハミュージックコミュニケーションズにより、ジャケット画像は7インチシングル盤でデジタル・ダウンロード配信された。

## 収録曲
| 全作詞・作曲: 中島みゆき、全編曲: 後藤次利。 |                   |            |            |      |
| #                                            | タイトル          | 作詞       | 作曲・編曲 | 時間 |
| 1.                                           | 「孤独の肖像」    | 中島みゆき | 中島みゆき | 5:38 |
| 2.                                           | 「100人目の恋人」 | 中島みゆき | 中島みゆき | 4:16 |
| 合計時間:                                    | 合計時間:         | 9:54       |            |      |

## 収録アルバム
- miss M. (#1, アルバムバージョン)
- 中島みゆき THE BEST (#1, シングルバージョン)
- Singles (#1,2, シングルバージョン)
- 時代-Time goes around- (#1, 1st.バージョン)